# Lista de unidades federativas do Brasil por porcentagem de óbitos infantis
| até 2% 2-3,9% 4-5,9% | 6-7,9% 8-9,9% |

Mapa das unidades federativas do Brasil por porcentagem de óbitos infantis.

Este anexo contém uma lista de unidades federativas do Brasil por porcentagem de óbitos infantis, índice que representa a quantidade de mortes de crianças no primeiro ano de vida observada durante um determinado ano a cada mil nascidos vivos no mesmo ano.
O Brasil é uma república federativa formada pela união de 26 estados federados e do Distrito Federal. Segundo do Instituto Brasileiro de Geografia e Estatística (IBGE), em 2010 3,4% das crianças do país faleceram no primeiro ano de vida. A unidade federativa com o maior percentual é o Amazonas, onde naquele ano morreram 8,5% das crianças com menos de 1 ano de idade, seguido pelo Amapá (7,9%) e Maranhão (7,1%). Já as menores porcentagens são as dos estados do Rio Grande do Sul (2,1%), Rio de Janeiro (2,3%) e Minas Gerais (2,7%).
Por muito tempo grande parte das mortes era causada por doenças infectocontagiosas e problemas durante a gravidez, parto e nascimento, porém com o passar do tempo ocorreram consideráveis melhorias na infraestrutura do sistema de saúde e das habitações brasileiras e nas condições ambientais e nutricionais da população. Atualmente a maior parte dos óbitos são resultados do rendimento familiar, afetando a quantidade e a qualidade da alimentação, as condições médico-sanitárias e as condições das moradias.

## Unidades federativas do Brasil por porcentagem de óbitos infantis

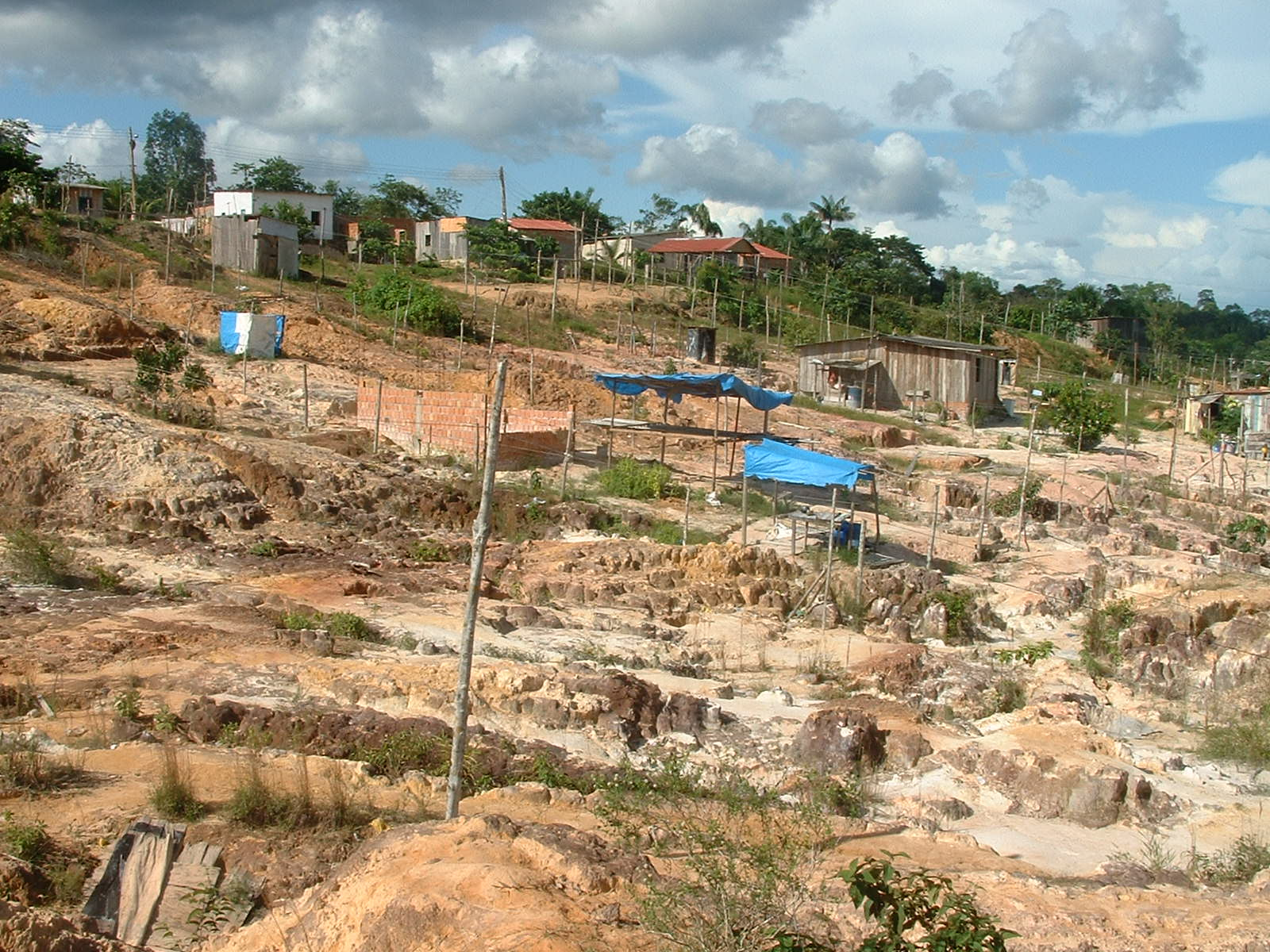
Área invadida em Manaus, Amazonas, estado que tem a maior porcentagem de óbitos infantis no Brasil. A falta de planejamento e infraestrutura afeta diretamente as condições médico-sanitárias e das moradias, favorecendo o alto percentual de mortes de crianças.

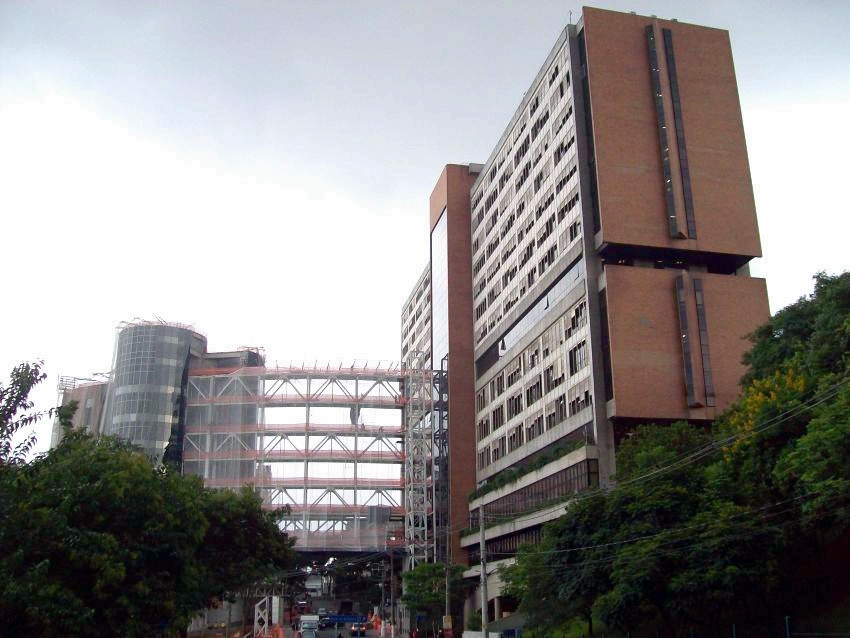
Hospital Israelita Albert Einstein, na capital do estado de São Paulo, cujo percentual de óbitos infantis é o quarto menor do Brasil.

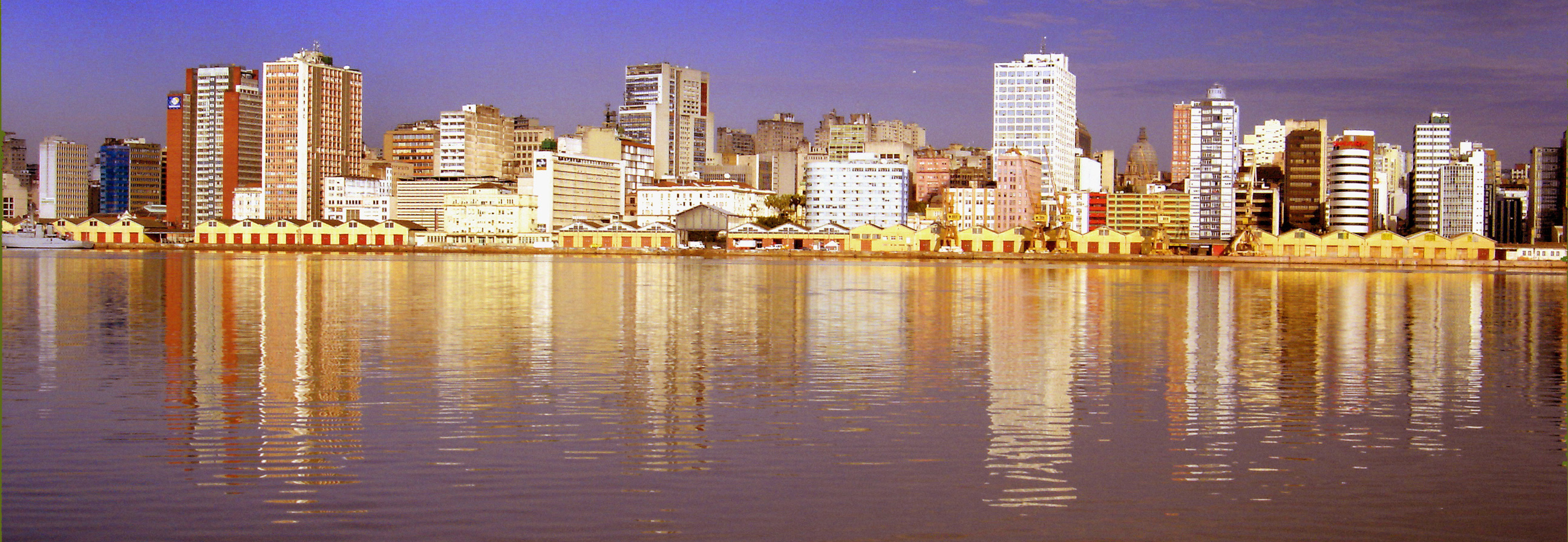
Porto Alegre, no Rio Grande do Sul. O estado possui o menor percentual de óbitos infantis do país.

| Posição | Unidade federativa  | Óbitos infantis (%) |
| ------- | ------------------- | ------------------- |
| 1       | Rio Grande do Sul   | 2,1                 |
| 2       | Rio de Janeiro      | 2,3                 |
| 3       | Minas Gerais        | 2,7                 |
| 4       | São Paulo           | 2,7                 |
| 5       | Santa Catarina      | 2,8                 |
| 6       | Paraná              | 2,9                 |
| 7       | Espírito Santo      | 3,2                 |
| 8       | Paraíba             | 3,2                 |
| 9       | Pernambuco          | 3,3                 |
| 10      | Rio Grande do Norte | 3,3                 |
| 11      | Goiás               | 3,4                 |
| 12      | Ceará               | 3,5                 |
| 13      | Distrito Federal    | 3,6                 |
| 14      | Sergipe             | 3,8                 |
| 15      | Bahia               | 4,1                 |
| 16      | Mato Grosso do Sul  | 4,2                 |
| 17      | Alagoas             | 4,4                 |
| 18      | Piauí               | 4,4                 |
| 19      | Tocantins           | 4,9                 |
| 20      | Mato Grosso         | 5,1                 |
| 21      | Rondônia            | 6,4                 |
| 22      | Roraima             | 6,5                 |
| 23      | Pará                | 6,9                 |
| 24      | Acre                | 7,0                 |
| 25      | Maranhão            | 7,1                 |
| 26      | Amapá               | 7,9                 |
| 27      | Amazonas            | 8,5                 |